# مصطفى بانغورا
مصطفي بانغورا (بالإنجليزية: Moustapha Bangura)‏ هو لاعب كرة قدم سيراليوني في مركز الهجوم، ولد في 24 أكتوبر 1989 في فريتاون في سيراليون. شارك مع منتخب سيراليون لكرة القدم. أما مع النوادي، فقد لعب مع أبولون ليماسول وأريس ليماسول ونادي أومونيا ونادي أيك لارنكا ونيا سلاميس فاماغوستا.

## وصلات خارجية
- مصطفى بانغورا على موقع الاتحاد الدولي (مؤرشف)  (الإنجليزية)
- مصطفى بانغورا على موقع قاعدة بيانات كرة القدم.إي يو (الإنجليزية)
- مصطفى بانغورا على موقع ناشيونال فوتبول تيمز (الإنجليزية)
- مصطفى بانغورا على موقع Soccerway.com (الإنجليزية)
- مصطفى بانغورا على موقع عالم كرة القدم.نت (الإنجليزية)